# Qizan an-Najjar
Qizan an-Najjar, ou aQizan al-Najar, en arabe : قيزان النَجّار, est un village du gouvernorat de Khan Younès en Palestine. Il est situé en bordure de la route Salah ad-Din, entre Khan Younès et Rafah.
Selon le recensement du bureau central palestinien des statistiques, la localité compte une population de 3 889 habitants en 2006.